# حورمحب
حورمحب (انگلیسی: Horemheb؛ ‏ مصری باستان: ḥr-m-ḥb) یا حور أم حب چهاردهمین و واپسین پادشاه دودمان هجدهم مصر بود که میان یکی از دو دوره احتمالی ۱۳۱۹ تا ۱۲۹۲ یا ۱۳۰۶ تا ۱۲۹۲ پیش از میلاد مسیح پادشاهی می‌کرد. نام او به معنای «حوروس در شادمانی است» می‌باشد.
حورمحب پیش از رسیدن به تاج و تخت فرمانده کل ارتش در دوره فرعون‌ها آخناتون، توت‌عنخ‌آمون و آیی بود. او پس از بر تخت نشستن اداره کشور را با اصلاحاتی روبرو کرد و آغازگر ستیز با دوره آمارنه شد که توسط فرعون‌های دودمان نوزدهم ادامه یافت.
حورمحب تندیس‌ها و یادبودهای آخناتون را نابود کرد و از آنها برای ساخت یادگارهای خود بهره گرفت. او همچنین آثار ساخته شده توسط توت‌عنخ‌آمون و آیی را غصب کرد. به نظر می‌آید که او بی فرزند ماند چرا که وزیر اعظم خود پارامسه را جانشین خویش کرد؛ کسی که بعدها با نام رامسس یکم بر تخت نشست.

## اصلاحات پس از شاه شدن
حورمحب پس از به تخت نشستن آغاز به انجام یک سری اصلاحات در ساختار قدرتی که از دوران آخناتون بر جای مانده بود، کرد. او «قاضیان و سخنوران محلی را بر کار گماشت… مسوولان دینی محلی را مانند گذشته معرفی کرد» و قدرت‌های قانونی را «میان مصر علیا و سفلی و در میان وزیران تبس و ممفیس تقسیم کرد.»
این دستورها بر روی سنگ یادبودی که در پای دهمین ستون او در کارناک قرار دارد، نوشته شده‌اند؛ سنگ یادبودی که بعدها «فرمان بزرگ حورمحب» خوانده شد. این سنگ نوشته رونوشتی از دستور اصلی شاه برای بازگرداندن نظم و قانون به دو سرزمین و نابود ساختن ستم مسوولان حکومتی بوده. ساخت این سنگ یادبود و مکان قرار گرفتن آن نشان از اهمیت بسیاری دارد که حورمحب به اصلاحات داخلی می‌داده.

### نابودی آثار دوره آمرنه
حورمحب پس از بر تخت نشستن تلاش بسیاری کرد تا اوضاع آشفته مصر در هنگام درافتادن پادشاهان دوره آمرنه با آیین آمون پرستی را به وضع پیشین برگرداند. در این راستا او فضاهای مجلل و باشکوهی که هنرمندانه زینت داده شده بودند را در معبد کارناک ساخت. همه سنگ‌های زینتی و صفحات سنگی به سرقت رفته از نیایشگاه‌های آمون در دوره آشوب مذهبی را به آن مکان‌ها بازگرداند. در این میان پیروان مذهب آتون پرستی با قاطعیت پیگرد می‌شدند.

## آرامگاه
به دلیل آنکه حورمحب به گونه‌ای نامنتظره به شاهی رسید، او برای خود دو آرامگاه درست کرد: نخستین آرامگاه وی در ممفیس قرار دارد و هنگامی که او هنوز یک اشراف‌زاده بود در سقاره بنا شد. دومین آرامگاه که در دره پادشاهان در تبس، گور کی‌وی۵۷ است در هنگام پادشاهی او ساخته شد.